# نصرت‌آباد (آوج)
نصرت‌آباد یک روستا در ایران است که در دهستان خرقان شرقی شهرستان آوج واقع شده‌است. نصرت‌آباد ۸۱ نفر جمعیت دارد.